# 아델 래시
아델 래시(Adele Lacy, 1910년 9월 8일 ~ 1953년 7월 3일)는 미국의 배우, 영화배우이다.
미니애폴리스에서 태어났으며 멕시코시티에서 사망하였다.

## 영화
- 42번가 (1933년)
- 더 키드 프럼 스페인 (1932년)